# Filter (Band)

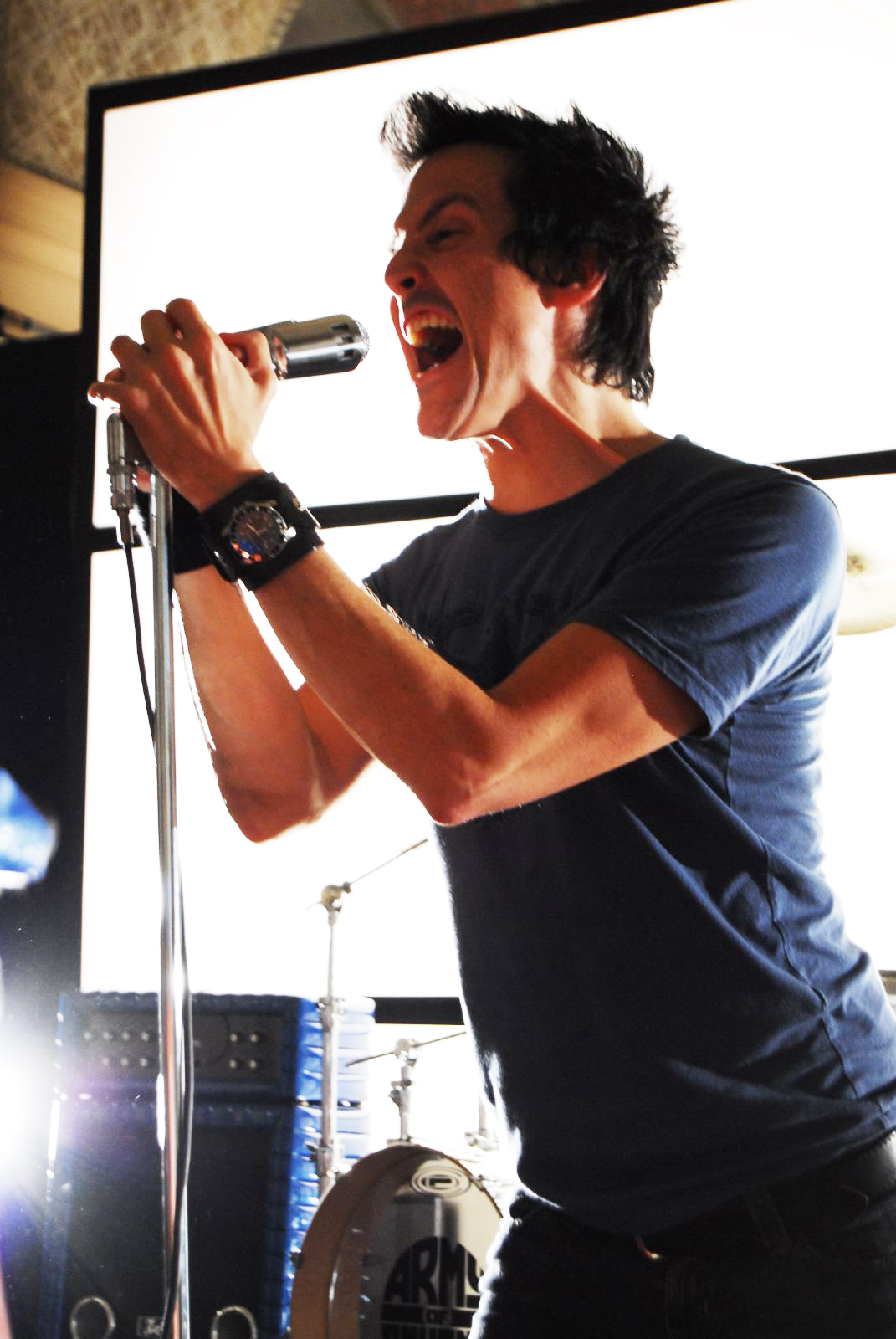
Frontmann Richard Patrick

Filter ist eine US-amerikanische Rockband, die 1993 gegründet wurde.

## Geschichte
Die Band wurde von Richard Patrick und Brian Liesegang gegründet, die beide Anfang der 1990er Jahre mit der Band Nine Inch Nails zusammengearbeitet hatten. 1995 erschien das erste Album Short Bus, das der Band gleich den Durchbruch brachte. 1997 verließ Liesegang die Band und Richard Patrick arbeitete zunächst allein am nächsten Album Title of Record weiter. Nach der Trennung von Liesegang nahm er dann aber doch weitere Musiker in die Band auf.
Die erste Single, Hey Man Nice Shot, wurde in der Öffentlichkeit kontrovers aufgenommen, da man der Band unterstellte, Kapital aus dem öffentlichen Suizid des US-amerikanischen Politikers Budd Dwyer zu schlagen. Es gab auch Gerüchte, der Song handele vom Selbstmord Kurt Cobains, was die Band aber zurückwies. Das Stück wurde des Öfteren für Filme (Ritter der Dämonen, Cable Guy – Die Nervensäge), Werbespots (Bulletstorm) und Fernsehserien verwendet, so wird es unter anderem in der Episode „Blitzschlag“ der Serie Akte X – Die unheimlichen Fälle des FBI zweimal gespielt. Auch in Episoden der Serien Cold Case – Kein Opfer ist je vergessen und Supernatural ist es zu hören, sowie während einer Verfolgungsjagd zu Beginn und nochmals am Ende der 24. Folge von Crossing Jordan – Pathologin mit Profil.
2005 veröffentlichte Richard Patrick zusammen mit den Gitarristen der Stone Temple Pilots, Robert DeLeo und Dean DeLeo sowie mit dem Schlagzeuger der Band Korn, Ray Luzier, unter dem Projektnamen Army of Anyone ein Album, das jedoch nur mit mäßigem Erfolg belohnt war.

## Diskografie

### Studioalben
| Jahr | Titel Musiklabel                                | Höchstplatzierung, Gesamtwochen, AuszeichnungChartplatzierungen (Jahr, Titel, Musiklabel, Platzierungen, Wochen, Auszeichnungen, Anmerkungen) | Höchstplatzierung, Gesamtwochen, AuszeichnungChartplatzierungen (Jahr, Titel, Musiklabel, Platzierungen, Wochen, Auszeichnungen, Anmerkungen) | Höchstplatzierung, Gesamtwochen, AuszeichnungChartplatzierungen (Jahr, Titel, Musiklabel, Platzierungen, Wochen, Auszeichnungen, Anmerkungen) | Höchstplatzierung, Gesamtwochen, AuszeichnungChartplatzierungen (Jahr, Titel, Musiklabel, Platzierungen, Wochen, Auszeichnungen, Anmerkungen) | Höchstplatzierung, Gesamtwochen, AuszeichnungChartplatzierungen (Jahr, Titel, Musiklabel, Platzierungen, Wochen, Auszeichnungen, Anmerkungen) | Anmerkungen                                                 |
| Jahr | Titel Musiklabel                                | DE | AT | CH | UK | US | Anmerkungen                                                 |
| ---- | ----------------------------------------------- | --- | --- | --- | --- | --- | ----------------------------------------------------------- |
| 1995 | Short Bus Reprise Records                       | — | — | — | — | US59 Platin · (27 Wo.)US | Erstveröffentlichung: 8. Mai 1995 Verkäufe: + 1.000.000     |
| 1999 | Title of Record Reprise Records                 | DE20 (6 Wo.)DE | AT34 (3 Wo.)AT | — | UK75 (1 Wo.)UK | US30 Platin · (35 Wo.)US | Erstveröffentlichung: 24. August 1999 Verkäufe: + 1.050.000 |
| 2002 | The Amalgamut Reprise Records                   | DE17 (5 Wo.)DE | AT12 (8 Wo.)AT | CH78 (1 Wo.)CH | UK68 (1 Wo.)UK | US32 (6 Wo.)US | Erstveröffentlichung: 30. Juli 2002                         |
| 2008 | Anthems for the Damned Pulse Records            | — | — | — | — | US60 (2 Wo.)US | Erstveröffentlichung: 13. Mai 2008                          |
| 2010 | The Trouble with Angels Rocket Science Ventures | — | — | — | — | US64 (1 Wo.)US | Erstveröffentlichung: 17. August 2010                       |
| 2013 | The Sun Comes Out Tonight Wind-Up Records       | — | — | — | — | US52 (1 Wo.)US | Erstveröffentlichung: 4. Juni 2013                          |
| 2016 | Crazy Eyes Wind-up Records                      | — | — | — | — | US151 (1 Wo.)US | Erstveröffentlichung: 8. April 2016                         |
| 2023 | The Algorithm Golden Robot Records              | — | — | — | — | — | Erstveröffentlichung: 25. August 2023                       |

### Kompilationen
| Jahr | Titel                            | Anmerkungen                         |
| ---- | -------------------------------- | ----------------------------------- |
| 2009 | The Very Best Things (1995–2008) | Erstveröffentlichung: 31. März 2009 |

### Remixalben
| Jahr | Titel                  | Anmerkungen                            |
| ---- | ---------------------- | -------------------------------------- |
| 2008 | Remixes for the Damned | Erstveröffentlichung: 4. November 2008 |

### EPs
| Jahr | Titel             | Anmerkungen                |
| ---- | ----------------- | -------------------------- |
| 1994 | Erkenntnistheorie | Erstveröffentlichung: 1994 |
| 2000 | Title of EP       | Erstveröffentlichung: 2000 |

### Singles
| Jahr | Titel Album                                          | Höchstplatzierung, Gesamtwochen, AuszeichnungChartplatzierungen (Jahr, Titel, Album, Platzierungen, Wochen, Auszeichnungen, Anmerkungen) | Höchstplatzierung, Gesamtwochen, AuszeichnungChartplatzierungen (Jahr, Titel, Album, Platzierungen, Wochen, Auszeichnungen, Anmerkungen) | Höchstplatzierung, Gesamtwochen, AuszeichnungChartplatzierungen (Jahr, Titel, Album, Platzierungen, Wochen, Auszeichnungen, Anmerkungen) | Anmerkungen                                                  |
| Jahr | Titel Album                                          | DE | UK | US | Anmerkungen                                                  |
| ---- | ---------------------------------------------------- | --- | --- | --- | ------------------------------------------------------------ |
| 1995 | Hey Man, Nice Shot Short Bus                         | — | — | US76 (7 Wo.)US | Erstveröffentlichung: 18. Juli 1995                          |
| 1995 | Dose Short Bus                                       | — | — | — | Erstveröffentlichung: 1995                                   |
| 1995 | Under Short Bus                                      | — | — | — | Erstveröffentlichung: 1995                                   |
| 1996 | Jurassitol The Crow – Die Rache der Krähe (O.S.T.)   | — | — | — | Erstveröffentlichung: 1996                                   |
| 1997 | (Can’t You) Trip Like I Do Spawn (O.S.T.)            | — | UK39 (2 Wo.)UK | — | Erstveröffentlichung: 7. Oktober 1997 mit The Crystal Method |
| 1998 | One Akte X – Der Film (O.S.T.)                       | — | — | — | Erstveröffentlichung: 1998 Original: Harry Nilsson           |
| 1999 | Welcome to the Fold Title of Record                  | — | UK81 (1 Wo.)UK | — | Erstveröffentlichung: 16. November 1999                      |
| 1999 | Take a Picture Title of Record                       | DE98 (3 Wo.)DE | UK25 (5 Wo.)UK | US12 (20 Wo.)US | Erstveröffentlichung: 16. November 1999                      |
| 2000 | The Best Things Title of Record                      | — | — | — | Erstveröffentlichung: 2000                                   |
| 2002 | Where Do We Go from Here The Amalgamut               | — | UK80 (1 Wo.)UK | US94 (5 Wo.)US | Erstveröffentlichung: 2002                                   |
| 2002 | American Cliché The Amalgamut                        | — | — | — | Erstveröffentlichung: 2002                                   |
| 2008 | Soldiers of Misfortune Anthems for the Damned        | — | — | — | Erstveröffentlichung: 18. März 2008                          |
| 2008 | What’s Next Anthems for the Damned                   | — | — | — | Erstveröffentlichung: 2008                                   |
| 2009 | Happy Together Stepfather (O.S.T.)                   | — | — | — | Erstveröffentlichung: 2009 Original: The Turtles             |
| 2009 | Fades Like a Photograph 2012 (Soundtrack)            | — | — | — | Erstveröffentlichung: 2009                                   |
| 2010 | The Inevitable Relapse The Trouble with Angels       | — | — | — | Erstveröffentlichung: 26. Mai 2010                           |
| 2010 | No Love The Trouble with Angels                      | — | — | — | Erstveröffentlichung: 9. November 2010                       |
| 2011 | Gimme All Your Lovin’ ZZ Top: A Tribute from Friends | — | — | — | Erstveröffentlichung: 2011 Original: ZZ Top                  |
| 2013 | What Do You Say The Sun Comes Out Tonight            | — | — | — | Erstveröffentlichung: 2. April 2013                          |
| 2013 | Surprise The Sun Comes Out Tonight                   | — | — | — | Erstveröffentlichung: 24. September 2013                     |